# 馬蓬原住民郡政府
馬蓬原住民郡（Aboriginal Shire of Mapoon）是澳大利亞昆士蘭州的特別地方政府，轄境有530平方公里；2006年，居民有214人。

## 外部連結
- 馬蓬原住民郡官方網頁 （页面存档备份，存于）
- LGR plan of Shire of Mapoon （页面存档备份，存于）